# Pleurostomophora repens
Pleurostomophora repens är en svampart som först beskrevs av R.W. Davidson, och fick sitt nu gällande namn av L. Mostert, W. Gams & Crous 2004. Pleurostomophora repens ingår i släktet Pleurostomophora och familjen Pleurostomataceae.   Inga underarter finns listade i Catalogue of Life.